# Забранено е лепенето на обяви (филм, 1896)
„Забранено е лепенето на обяви“ (на френски: Défense d'afficher) е френски късометражна няма комедия на режисьора Жорж Мелиес от 1896 година, показващ разправията между двама лепачи на плакати пред слабо охранявана стена. Дълго време филмът е бил считан за изгубен, преди да е открито оцеляло копие от него през 2004 година.

## Сюжет
Часови дежури пред стена, на която гордо грее надпис Забранено е лепенето на обяви. Един лепач на плакати изчаква часовия да премине и залепя върху стената афиш с реклама. Друг лепач идва и залепя по-голям плакат върху афиша на първия. Двамата започват разправия помежду си, а в това време часовият се връща. Двамата лепачи бягат, а часовият е порицан от командира си за обезобразяването на стената.